# Roberto Brunetto
Roberto Antonio Brunetto Miglioratti (Gálvez, 7 de noviembre de 1955) es un exfutbolista y argentino. Se desempeñaba como defensa.

## Clubes

### Como jugador
| Club              | País      | Año       |
| ----------------- | --------- | --------- |
| Instituto         | Argentina | 1982-1987 |
| Oriente Petrolero | Bolivia   | 1987-1992 |
| The Strongest     | Bolivia   | 1993      |
| Real Santa Cruz   | Bolivia   | 1994-1995 |
| Destroyers        | Bolivia   | 1996      |
| San Martín        | Argentina | 1996      |

## Palmarés

### Como jugador
Títulos nacionales
| Título           | Club              | Año  |
| ---------------- | ----------------- | ---- |
| Primera División | Oriente Petrolero | 1990 |

### Como asistente
Títulos nacionales
| Título           | Club              | Año           |
| ---------------- | ----------------- | ------------- |
| Primera División | Jorge Wilstermann | Apertura 2018 |